# Websterinereis foli
Websterinereis foli är en ringmaskart som först beskrevs av Fauvel 1930.  Websterinereis foli ingår i släktet Websterinereis och familjen Nereididae.
Artens utbredningsområde är havet kring Nya Zeeland. Inga underarter finns listade i Catalogue of Life.